# De knollengaard
Tom Poes en de knollengaard of kortweg De knollengaard is het 63ste verhaal uit de Bommelsaga, geschreven en getekend door Marten Toonder. Het verhaal verscheen voor het eerst op 10 december 1954 en liep tot 8 februari 1955. Het thema is de boomstam als stamboom.
Een bewerking van Tom Poes en de knollengaard verscheen in 1970 als Tom Poes en de stamboom als stripverhaal en als stripalbum, samen met De sappeljuwelen, beide met kleurentekeningen.  In "de knollengaard" en "De stamboom" zitten elementen die ook voorkomen in het verhaal De wezelkennis, uit 1961.

## Samenvatting
Tom Poes en heer Bommel gaan picknicken in het Donkere Bomen Bos. Aan het eind van het voorgaande verhaal, was heer Bommel begonnen de boleet te bestuderen en nu wil hij ook andere paddenstoelen en zeldzame gewassen bestuderen in de natuur. Ze komen Wammes Waggel tegen die nog steeds veerman is. Zijn lekke boot zinkt in het midden van het meer en de zak met eten wordt nat. Op hun zoektocht naar voedsel komen Tom Poes en heer Bommel terecht in een vreemde tuin. De tuinier geeft de twee vrienden een smakeloze maar voedzame knol te eten.
Vervolgens laat hij hun de tuin zien, die bestaat uit stambomen. Als voorbeeld de hoge boom van het geslacht van de Markies de Canteclaer van Barneveldt, die niet sterk genoeg is voor zijn hoogte. De stamboom van Bommel valt tegen. Een lage knoest met een enkel omhoogstekend takje. Heer Bommel ziet nu ook een hoge boom, waar hij graag mee wil wisselen. Na lang aandringen geeft de tuinier heer Bommel een appel mee om zijn stamboom mee te verbeteren. De tuinman wijst hem nog wel op de historische narigheid veroorzaakt door appels.
Als heer Bommel na het planten van de appel opeens een erfgenaam te zijn van de Hertog van Bommelergaard is hij heel gelukkig, maar helaas volgen de problemen met deze nieuwe stamboom al snel. Hij wordt uit zijn huis gezet en Tom Poes besluit om terug te keren naar de tuinman. Deze wil echter dat heer Bommel zelf komt; wanneer Tom Poes teruggaat, zit heer Bommel in de gevangenis. Tom Poes keert terug naar de tuinman en krijgt nu een wilde wingerd mee om Bommel uit de gevangenis te bevrijden, wat ook lukt. 
Als heer Bommel raad vraagt aan de tuinman, krijgt hij de opdracht om in zijn appelboom te klimmen en de hoogst hangende appel der zelfkennis op te eten. Vervolgens slaat de bliksem in op de boom, waarna de stamboom van heer Bommel terug de oude is.